# Чепик, Юрий Петрович
Ю́рий Петро́вич Че́пик (род. 30 сентября 1939) — российский дипломат.

## Биография
Окончил Московский государственный институт международных отношений (МГИМО) МИД СССР (1968) и Курсы усовершенствования руководящих дипломатических кадров при Дипломатической академии МИД СССР (1983). Владеет английским, португальским и фула языками. На дипломатической работе с 1968 года.
- С 31 декабря 1992 по 8 мая 1998 года — чрезвычайный и полномочный посол Российской Федерации в Бенине и Того по совместительству[1][2].
- С сентября 1999 по ноябрь 2000 года — заместитель директора Департамента Африки МИД России.
- С 9 ноября 2000 по 28 сентября 2004 года — чрезвычайный и полномочный посол Российской Федерации в Республике Кабо-Верде[3][4].

С 2004 года — на пенсии.

## Дипломатический ранг
- Чрезвычайный и полномочный посланник 2 класса (16 октября 1992)[5].
- Чрезвычайный и полномочный посланник 1 класса (16 апреля 1997)[6].

## Семья
Женат, имеет сына. 